# Kiyoshi Hara
Kiyoshi Hara (jap. 原 清, Hara Kiyoshi; * 28. Februar 1936 in Hikawa, (heute: Izumo) in der Präfektur Shimane) ist ein japanischer Töpfer und Keramikkünstler. Er wurde 2005 als Lebender Nationalschatz für das Wichtige immaterielle Kulturgut „Keramikherstellung“ deklariert.
Er erlernte das Handwerk zunächst in Kyōto bei dem Keramikmeister Ishikuro Munemaru (1893–1968), später dann bei Shimizu Uichi (1926–2004), der ebenfalls zum Lebenden Nationalschatz ernannt worden war. 1961 trat er mit 25 Jahren der „Japanischen Gesellschaft für Kunsthandwerk“ (日本工芸会, Nihon Kōgeikai) bei. 1965 eröffnete Hara ein Atelier in Setagaya, Tokio, zog dann nach Yorii in der Präfektur Saitama um, wo er einen Brennofen baute und betrieb. 1992 wurde er Vorsitzender der Gesellschaft für Kunsthandwerk.
Für seine Keramiken mit großflächigen meist braunen oder schwarzen Eisenschmelzglasuren (鉄釉陶器, tetsuyū dōgi) wurde Hara am 30. August 2005 zum Lebenden Nationalschatz ernannt. 2010 schenkte Hara 115 seiner Werke dem Kunstmuseum Shimane, wo sie heute in Wechselausstellungen zu sehen sind.